# Adenogramma
Adenogramma es un género de plantas de flores con 16 especies de la familia Molluginaceae.

## Especies seleccionadas
| - Adenogramma asparagoides - Adenogramma capillaris - Adenogramma congesta - Adenogramma diffusa - Adenogramma dregeana - Adenogramma galioides - Adenogramma glomerata - Adenogramma lampocarpa | - Adenogramma lichtensteiniana - Adenogramma littoralis - Adenogramma mollugo - Adenogramma oppositifolia - Adenogramma physocalyx - Adenogramma rigida - Adenogramma sylvatica - Adenogramma teretifolia |

- Datos: Q8188186
- Especies: Adenogramma